# Варштајн
Варштајн (њем. Warstein) град је у њемачкој савезној држави Северна Рајна-Вестфалија. Једно је од 14 општинских средишта округа Зоест. Према процјени из 2010. у граду је живјело 27.807 становника. Посједује регионалну шифру (AGS) 5974044, NUTS (DEA5B) и LOCODE (DE WAN) код.

## Географски и демографски подаци
Варштајн се налази у савезној држави Северна Рајна-Вестфалија у округу Зоест. Град се налази на надморској висини од 310 метара. Површина општине износи 157,9 km². У самом граду је, према процјени из 2010. године, живјело 27.807 становника. Просјечна густина становништва износи 176 становника/km².

## Међународна сарадња
| Мјесто      | Држава               | Врста сарадње | Од    |
| ----------- | -------------------- | ------------- | ----- |
| Пјетрапаола | Италија              | пријатељство  | 2001. |
| Хебден Ројд | Уједињено Краљевство | партнерство   | 1995. |
|             | Француска            | партнерство   | 1964. |
| Извор       |                      |               |       |